# Каванісі (Нара)
Каванісі (яп. 川西町, かわにしちょう, каванісі тьо ) — містечко в Японії, у північно-західній частині префектури Нара.